# Можжевельниково
Можжевельниково (до 1948 — Тайкина, фин. Taikina) — посёлок  в Селезнёвском сельском поселении Выборгского района Ленинградской области.

## Название
Топоним Тайкина в дословном переводе означает «Тесто».
Зимой 1948 года деревне Тайкина было присвоено переводное наименование Тестово, но этот вариант не устроил комиссию по переименованию, которая утвердила другое название —  Можжевельниково. Обоснование названия неизвестно.
Переименование было закреплено указом Президиума ВС РСФСР от 13 января 1949 года.

## История

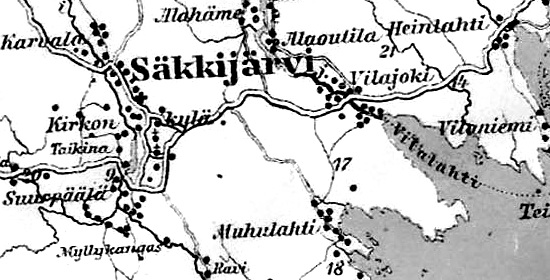
Деревня Тайкина на финской карте 1923 года

До 1939 года деревня Тайкина входила в состав большой деревни Суурпяаля волости Сяккиярви Выборгской губернии Финляндской республики.
С 1 января 1940 года по 31 октября 1944 года — в составе Карело-Финской ССР.
С 1 июля 1941 года по 31 мая 1944 года — финская оккупация. 
С 1 ноября 1944 года в составе Сяккиярвского сельсовета Выборгского района.
С 1 октября 1948 года в составе Кондратьевского сельсовета. В ходе укрупнения хозяйства к деревне Тайкина было присоединено соседнее селение Толппала.
С 1 января 1949 года учитывается административными данными как деревня Можжевельниково. 
В 1961 году население деревни составляло 255 человек.
Согласно административным данным 1966, 1973 и 1990 годов посёлок Можжевельниково входил в состав Кондратьевского сельсовета.
В 1997 году в посёлке Можжевельниково Кондратьевской волости проживали 19 человек, в 2002 году — 24 человека (все русские).
В 2007 году в посёлке Можжевельниково Селезнёвского СП проживали 22 человека, в 2010 году — 31 человек.

## География
Посёлок находится в западной части района на автодороге А181 (часть E 18) «Скандинавия» (Санкт-Петербург — Выборг — граница с Финляндией).
Расстояние до административного центра поселения — 56 км. 
Расстояние до ближайшей железнодорожной станции Пригородная — 34 км.
Посёлок находится на правом берегу реки Песчаной.

## Демография
| 2007 | 2010 | 2017 | 2021 |
| ---- | ---- | ---- | ---- |
| 22   | ↗31  | ↗33  | ↗41  |

## Улицы
Заречный проезд, Народная, Подгорная, Полевая, Радужная.